# Sólo el amor y la luna traen fortuna
Solo el amor y la luna traen fortuna es una obra de teatro, escrita por Miguel Mihura y estrenada en el Teatro de la Comedia de Madrid el 10 de septiembre de 1968.

## Argumento
Amancio de Lara, reconocido pianista, es también un soltero recalcitrante que, pese a su madurez, intenta huir por todos los medios del que parece ser su destino inexorable: contraer matrimonio. Hasta que se cruza en su vida la joven Mariló, que parece traer buena suerte a todos los que se topan con ella y que se convierte en su enfermera. Sin embargo, Amancio empieza a pensar que su excelente fortuna cambiará en lo sucesivo.

## Representaciones destacadas
- Teatro (estreno, en 1968). Intérpretes: Guillermo Marín, José María Mompín, María Isbert, Paula Martel, Margot Cottens,  Antonia Mas.
- Televisión (11 de noviembre de 1979, en el espacio de TVE Estudio 1). Intérpretes: Francisco Piquer, María del Puy, Trini Alonso, Rosario García Ortega, Pastor Serrador y María Kosty.